# 8 nuevos poetas chilenos
8 nuevos poetas chilenos es una antología poética editada por la Sociedad de Escritores de Chile, publicada en la editorial de la Universidad de Chile en 1939. El libro contiene poemas de los chilenos Luis Oyarzún, Jorge Millas, Nicanor Parra, Alberto Baeza Flores, Omar Cerda, Victoriano Vicario, Óscar Castro y Hernán Cañas, además de un breve prefacio de Tomás Lago.

## Historia editorial
Esta antología se publicó en respuesta crítica a los incipientes surrealistas del Grupo La Mandrágora, y es la primera en incluir poemas de Parra, tan solo dos años después de la publicación de su primera obra, Cancionero sin nombre, ganadora del Premio Municipal de Santiago en 1938. Dentro de su contenido figuran los poemas de Parra «Epopeya de Chillán» y el soneto «La mano de un joven muerto», ambos inspirados en el terremoto de Chillán de 1939, que le tocó vivir al autor y tras el cual decidió regresar a Santiago de Chile. El poema «Canto a la escuela», por su parte, se lo había dedicado a Gabriela Mistral el año anterior, durante una ceremonia en homenaje a la poeta en Chillán.